# Левінзон Яніслав Йосипович
Янісла́в Йо́сипович Левінзо́н (Ян) (* 12 липня 1954, Одеса) — український та ізраїльський сатирик, актор, один з учасників команди КВК Одеського державного університету «Одеські джентльмени»; народний артист Ізраїлю.

## Життєпис
Закінчив одеську фізико-математичну школу, по тому факультет атомної енергетики Одеського політехнічного інституту.
По навчанні займався підприємництвом в промисловості, зокрема, гальванопластикою, працював керівником цеху заводу.
Почав професійно займатися сатирою та гумором. 1987 року — чемпіон СРСР по КВК.
Входив до складу журі Вищої ліги КВК.
З 1987 по 1991 рік працював на провідних ролях в естрадному театрі «Клуб одеських джентльменів».
1991 року виїхав до Ізраїлю. Працював на заводі в кібуці по виробництву сонячних бойлерів, згодом — інженер-технолог.1992 року брав участь в першій зустрічі збірної КВК Ізраїлю та СНД.
В Ізраїлі веде телевізійну передачу «Сім-сорок» разом із Наташою Манор. Є одним з організаторів ізраїльської команди КВК. Працював в туристичному бізнесі, керував ізраїльською туристичною фірмою «International».
Знімався в фільмах та телевізійних передачах:
- 1971 — «Довгі проводи»,
- 1980 — «Тільки в мюзик-холі»,
- 1988 — «Кримінальний талант»,
- 1990 — «Заручниця»,
- 1990 — «Полювання на сутенера»,
- 1990 — «Каталажка»,
- 1991 — «Сім днів з російською красунею»,
- 1991 — «Як це робилося в Одесі»,
- 1991 — «Фанданго для мавпи»,
- 1991, 2008 — «Джентльмен-шоу»,
- з 2001 року й надалі — ізраїльська телепередача «Сім-сорок»,
- 2001 — серіал «Дружна сімейка»,
- 2004 — «Казанова мимоволі».

У вересні 2013 року проводилася прем'єра вистави «Ураган на ім'я Одеса», в якій брали участь народна артистка України Наталія Сумська, заслужений артист України Олег Філімонов, заслужена артистка України Юлія Скарга, народний артист Ізраїлю Яніслав Левінзон — у київському театрі «Актор», директор Славинський Ігор Миколайович.